# リー・コフマン
リー・コフマン（Li Kochman 1995年4月18日- ）はイスラエル出身の柔道選手。階級は90kg級。

## 経歴
2011年のヨーロッパカデ選手権90kg級で3位になった。2014年の世界ジュニアでは7位だったが、U23ヨーロッパ選手権では3位になった。2019年のヨーロッパ競技大会では2位となった。2021年7月に日本武道館で開催された東京オリンピックでは3回戦で今大会優勝したジョージアのラシャ・ベカウリと対戦すると、技ありを先取しながら逆転の一本負けを喫した。東京オリンピック混合団体では3位になった。

## 主な戦績
- 2011年 - ヨーロッパカデ選手権　3位
- 2014年 - 世界ジュニア　7位
- 2014年 - U23ヨーロッパ選手権　3位
- 2015年 - グランプリ・ブダペスト　3位
- 2015年 - グランプリ・ザグレブ　2位
- 2018年 - グランプリ・トビリシ　3位
- 2019年 - ヨーロッパ競技大会　2位
- 2021年 - グランドスラム・アンタルヤ　3位
- 2021年 - 東京オリンピック混合団体　3位
- 2022年 - ヨーロッパオープン・オーバーヴァルト　3位
- 2022年 - ヨーロッパオープン・リッチョーネ　3位
- 2024年 -　グランプリ・リンツ　3位

(出典)